# Research Center for Climate Change Education and Education for Sustainable Development
Das Research Center for Climate Change Education and Education for Sustainable Development (ReCCE) ist eine zentrale wissenschaftliche Einrichtung der Pädagogischen Hochschule Freiburg in Freiburg im Breisgau. Das interdisziplinäre Forschungszentrum betreibt empirische Bildungsforschung im Bereich der Klimabildung und Bildung für Nachhaltige Entwicklung (BNE) und konzentriert sich auf die Frage, wie eine effektive und effiziente Klimabildung und BNE gestaltet werden kann. Neben der Ausarbeitung und Durchführung eigener Forschungsprojekte liegt ein weiterer Schwerpunkt des ReCCE in der Wissenschaftskommunikation und im Transfer von Forschungserkenntnissen an Lehrkräfte, Erzieherinnen und Erzieher, pädagogische Fachkräfte an außerschulischen Lernorten und Personen in der Lehramtsausbildung und -fortbildung, der Bildungspolitik sowie weitere Bildungsakteure.

## Geschichte und Organisation
Das derzeit in Deutschland größte interdisziplinäre Forschungszentrum mit Fokus auf empirische Bildungsforschung zu Klimabildung und BNE wurde 2022 an der Pädagogischen Hochschule Freiburg gegründet. Anlass der Gründung des Forschungszentrums war die Beteiligung an dem internationalen Projekt Monitoring and Evaluating Climate Communication and Education (MECCE), in dem internationale Institutionen (u. a. UNESCO und UNFCCC) zusammenwirken, um die Qualität und die Quantität von Klimabildung zu verbessern. Neben dem dreiköpfigen Direktorium (Werner Rieß, Jennifer Stemmann, Astrid Carrapatoso) umfasst das ReCCE gegenwärtig 20 Mitglieder aus natur-, sozial- und geisteswissenschaftlichen Fachdidaktiken, Psychologie, Erziehungswissenschaften und Soziologie, sowie einen wissenschaftlichen Beirat. Finanziert wird das ReCCE durch Mittel des Baden-Württembergischen Kultusministeriums, des Umweltministeriums und des Wissenschaftsministeriums sowie hochschuleigenen Mitteln.

## Forschungsschwerpunkte
Im ReCCE werden zentrale Fragestellung zur Gestaltung wirksamer schulischer und außerschulischer Klimabildung und Bildung für Nachhaltige Entwicklung untersucht. Einen Schwerpunkt bilden dabei die Entwicklung und Erprobung von Instrumenten zur Messbarmachung bestimmter Merkmale von Lernenden (z. B. Kompetenzen, Einstellungen und Überzeugungen) sowie von Bildungsangeboten (z. B. Lehrkräftefortbildungen). Mit diesen soll der Ist-Stand der Klimabildung erfasst werden. Ein weiteres Ziel des ReCCE liegt in der empirischen Überprüfung der Wirksamkeit von Bildungsmaßnahmen mithilfe verschiedener Methoden aus der quantitativen und qualitativen empirischen Bildungsforschung, wie z. B. experimenteller und quasiexperimenteller Feldstudien sowie Metaanalysen.

## Wissenschaftskommunikation
Neben der Veröffentlichung von Forschungsergebnissen in wissenschaftlichen Fachzeitschriften und der Präsentation von Forschungsergebnissen auf nationalen und internationalen Tagungen steht das ReCCE im Austausch mit verschiedensten Bildungsakteurinnen, wie z. B. den Seminaren für die schulpraktische Ausbildung und Lehrkräftefortbildungen und veröffentlicht regelmäßig Beiträge in praxisorientierten Zeitschriften, um die generierten wissenschaftlichen Erkenntnisse in die Praxis zu transferieren und so zu einer evidenzbasierten Weiterentwicklung qualitätsvoller und effektiver BNE-Bildungsangebote und -strukturen beizutragen.

## Vernetzung
Um die empirische Bildungsforschung zu BNE und Klimabildung an verschiedenen Forschungsstandorten besser zu vernetzen und zu koordinieren, schloss sich das ReCCE im Juni 2023 mit Partnerhochschulen zu einem Internationalen Konsortium (ICCE; International Consortium for Climate Change Education and Education for Sustainable Development) zusammen. Aktuell gehören zehn Partnerhochschulen aus Deutschland, Österreich und der Schweiz dem ICCE an:

### Deutschland
- Albert-Ludwigs-Universität Freiburg
- DIPF | Leibniz-Institut für Bildungsforschung und Bildungsinformation
- Eberhard Karls Universität Tübingen
- Pädagogische Hochschule Freiburg
- Pädagogische Hochschule Ludwigsburg

### Österreich
- Leopold-Franzens-Universität Innsbruck
- Paris Lodron Universität Salzburg

### Schweiz
- Pädagogische Hochschule Bern
- Pädagogische Hochschule Thurgau
- Universität Luzern